# Anke Borchmann
Anke Borchmann, née le 23 juin 1954 à Neukalen (République démocratique allemande), est une ancienne rameuse est-allemande. Elle est championne olympique aux Jeux de 1976.

## Carrière
Sélectionnée dans l'équipe est-allemande pour les Championnats du monde 1975, Anke Borchmann est sacrée championne du monde sur le quatre de couple. Lors des Jeux olympiques d'été de 1976, elle remporte le titre olympique sur le quatre de couple avec Roswietha Zobelt, Jutta Lau, Viola Poley et Liane Weigelt. À la suite de sa médaille, elle reçoit l'Ordre du mérite patriotique en argent.
Passant au deux de couple, elle remporte la médaille d'or dans cette discipline lors des Mondiaux 1977 avec sa coéquipière Roswietha Zobelt.
Après avoir pris sa retraite sportive, elle travaille dans l'administration de la Nationale Volksarmee à Potsdam.

## Palmarès

### Jeux olympiques
- Jeux olympiques d'été de 1976 à Montréal ( Canada) :
  -  médaille d'or en quatre de couple

### Championnats du monde
- Championnats du monde 1977 à Amsterdam ( Pays-Bas) :
  -  médaille d'or en deux de couple
- Championnats du monde 1975 à Nottingham ( Royaume-Uni) :
  -  médaille d'or en quatre de couple